# Helen Keane
Pour les articles homonymes, voir Keane.
Helen Keane (née le 16 février 1923 et morte le 22 avril 1996) est une productrice de jazz américaine.

## Biographie
Après avoir été, dans les années 1950, « découvreuse de talents » pour MCA et CBS, Helen Keane a été agent artistique et productrice de nombreux musiciens.
Elle a participé au « lancement » de Harry Belafonte, Carol Burnett et Don Knotts.
De 1963 à 1980, elle a été l'agent artistique et la productrice du pianiste Bill Evans, qui lui a dédié les compositions One for Helen et Song for Helen.
Elle a aussi produit certains albums de Tony Bennett, Kenny Burrell, Art Farmer, Philly Joe Jones, Clark Terry, Morgana King, Grover Washington Jr, Paquito D'Rivera, Joanne Brackeen, Claudio Roditi (en), Keith McDonald, Barbara Carroll, Sylvia Syms, Chris Connor et Carol Sloane.
Elle est décédée en avril 1996, à l'âge de 73 ans.

## Note
1. ↑  (en) Peter Watrous, « Helen Keane, 73, a Manager Of Jazz Artists and Producer », The New York Times,‎ 26 avril 1996 (lire en ligne)